# Jarkko Ahola
Jarkko Kalevi Ahola (* 24. srpna 1977 Toijala) je finský umělec, skladatel a zpěvák. Nyní je na sólové dráze.
Byl vokalistou, baskytaristou a jedním ze tří písničkářů skupiny Teräsbetoni. Také je členem finské symphonic metalové cover skupiny Northern Kings spolu s Marcem Hietalou z Nightwish, Tarot a Sapattivuosi, Tonym Kakko ze Sonata Arctica a Juha-Pekka Leppäluotem z Charon a Harmaja. Mimo to měl svůj vlastní projekt - skupinu AHOLA.
Dále byl součástí skupin Dreamtale, Cosmic Spell a Helmisetti. Kromě toho se Jarkko zúčastnil projektu Raskasta Joulua, zaměřeným na propojení metalových zvuků s vánočními koledami. V roce 2013 se podílel na projektu Sil United, kde působil v roli zpěváka. Na projektu se také podílel Maxim Samosvat, Konstantin Seleznev, Darius Stavrovich.
Na baskytaru hraje jako levák, ale hraje na akustické kytary pro praváky, otočené vzhůru nohama (bez výměny pořadí strun).

## Diskografie

### Alba

#### Ve skupině AHOLA
| Rok  | Album      | Nejvyšší pozice FIN |
| ---- | ---------- | ------------------- |
| 2012 | Stoneface  | 41                  |
| 2014 | Tug of war | 14                  |

#### Sólová dráha
| Rok  | Album                               | Nejvyšší pozice FIN |
| ---- | ----------------------------------- | ------------------- |
| 2012 | Ave Maria - Joulun klassikot)       | 4                   |
| 2014 | Suojelusenkeli - Joulun klassikot 2 | 4                   |
| 2016 | Romanssi                            | 1                   |
| 2018 | Mä tuun sun luo                     | 2                   |